# 上海延安饭店

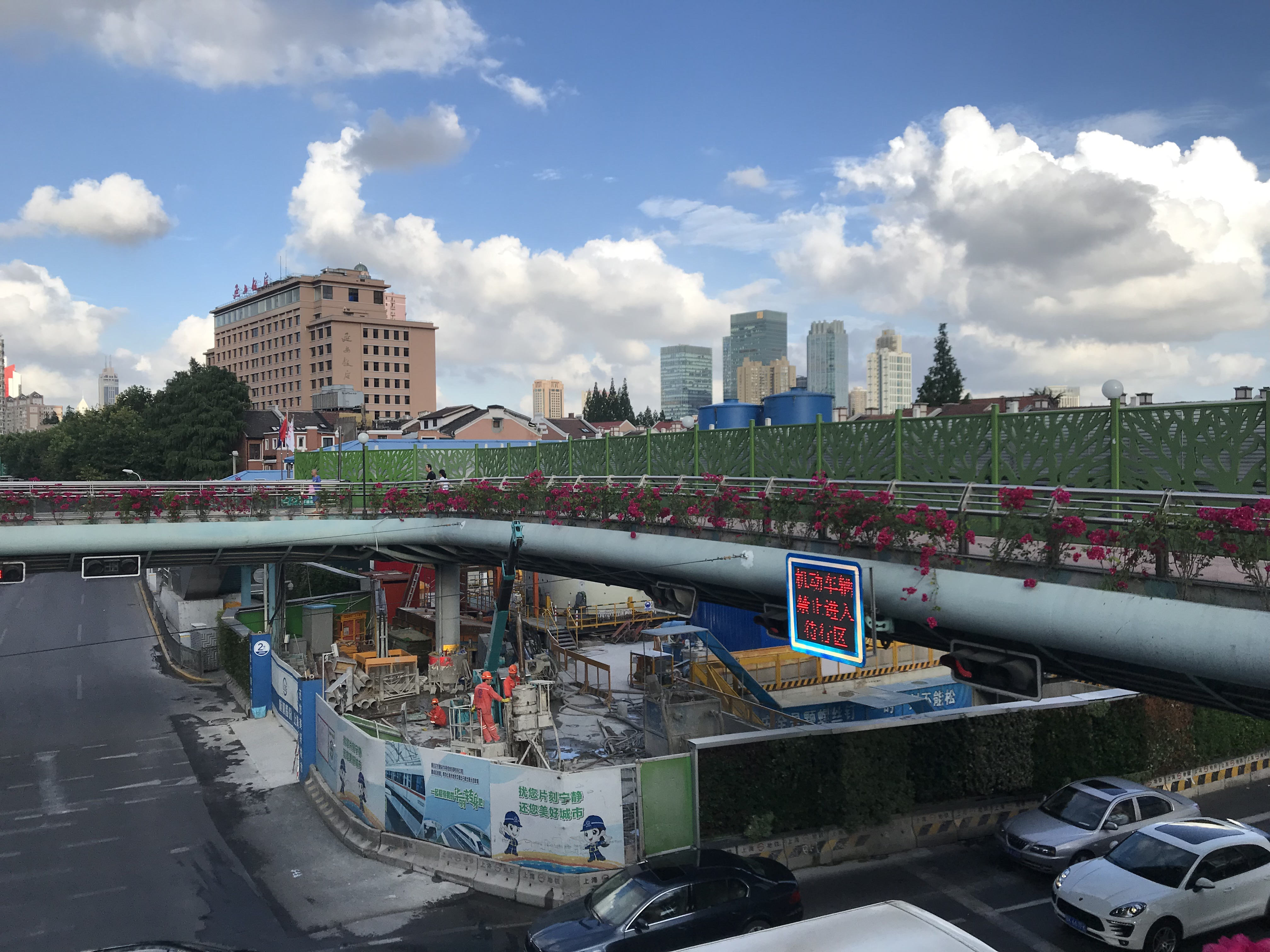
建设中的上海轨道交通14号线静安寺站和左侧背景的延安饭店(2019年）

延安饭店又稱上海延安飯店，是位於中華人民共和國上海市靜安區延安中路的一個飯店，樓高14層，佔地29000平方米。於1962年4月15日開業。飯店剛建成時由南京軍區後勤部企業管理局領導，2019年移交融通旅发管理。